# TKp Śląsk

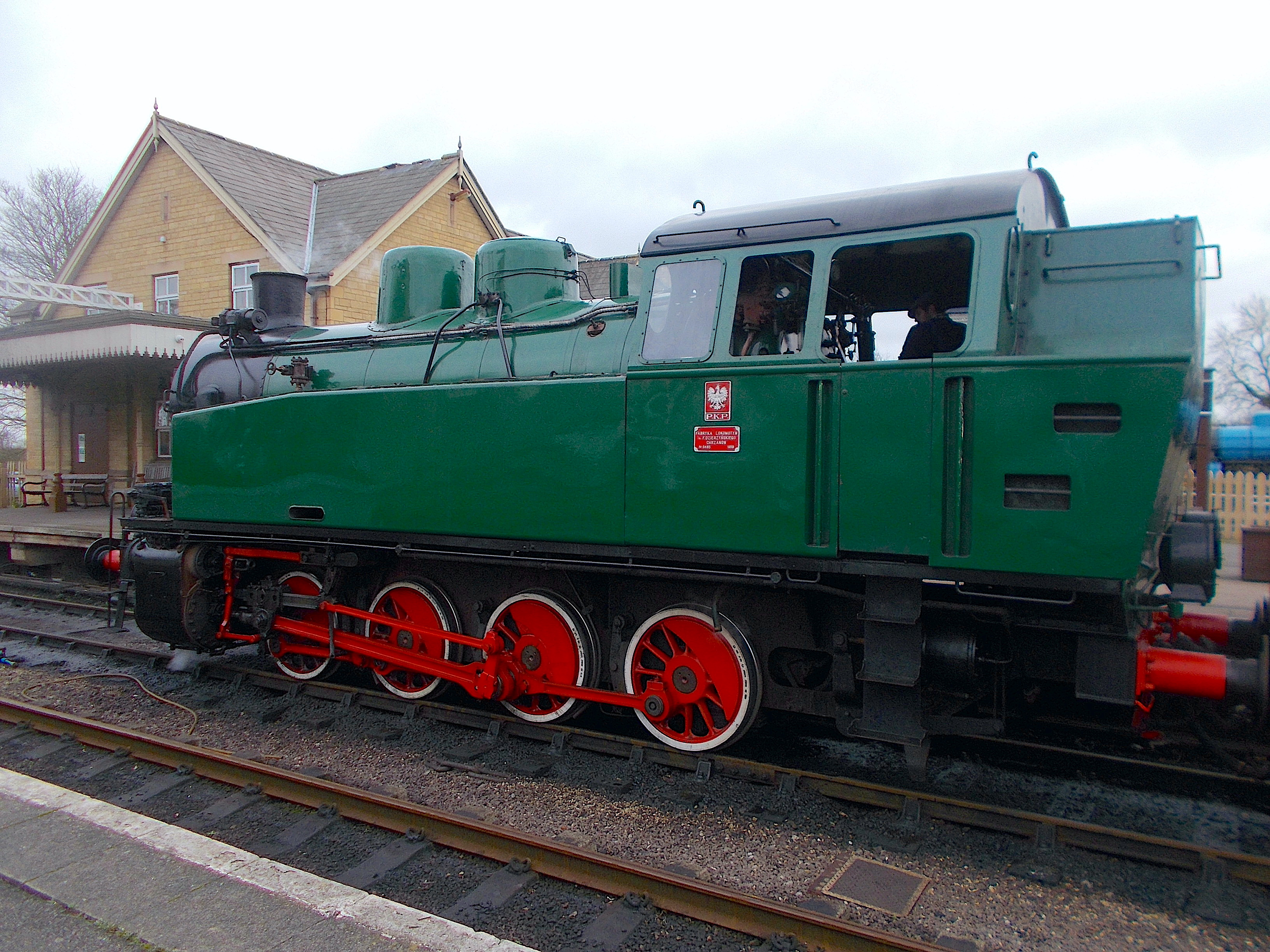
TKp 5485 v Nene Valley Railway, Peterborough

TKp Śląsk je polská normálněrozchodná parní lokomotiva, vyráběná v letech 1950 až 1963 v továrně Fablok (polsky Pierwsza Fabryka Lokomotyw w Polsce Sp. Akc.), v Chrzanově.
Lokomotivy tohoto typu byly používány především na továrnách. Bylo vyrobeno asi 390 kusů, mimo Polsko byly vyváženy do Číny.